# Казахстанская (шахта)

Казахстанская - угольная шахта, расположена в 50 км к юго-западу от Караганды, относится к Карагандинскому угольному бассейну, добываемые марки угля – КЖ 

## История
Шахта заложена под названием «1/2 Тентекская Вертикальная» в 1957 году, проект разработан институтом «Карагандагипрошахт», руководил строительством инженер Аркадий Матвеевич Фридман.
Сдана в эксплуатацию в июне 1969 году с проектной мощностью 2,7 млн тонн угля в год.
Первый директор шахты - Жолумбет Мухамеджанович Мухамеджанов, затем Серсенбай Бектегенович Бектегенов, Вячеслав Анатольевич Стеганов (1980-1987).
В 1971 году переименована в «Казахстанская».
в 1972 году награждена Почётным знаком ЦК КПСС Президиума Верховного Совета СССР и ВЦСПС в связи с 50-летием образования СССР и за достижение наивысших результатов во Всесоюзном соцсоревновании.
В конце девятой пятилетки годовая добыча шахты «Казахстанская» превысила  - 2 млн. тонн.
С 1996 года шахта «Казахстанская» находится в составе угольного департамента АО «АрселорМиттал Темиртау».
Добыча в 1996 году - 392  тыс. тонн, в 2003 году -  1 550 тыс.тонн.
Объемы добычи угля в 2010 году составили 1 433,6 тыс. тонн.
17 августа 2023 года на шахте загорелась конвейерная лента, погибло 5 человек и было принято решение о передаче объектов «АрселорМиттал Темиртау» в госсобственность. 28 октября на другом объекте «АрселорМиттал Темиртау» — шахте имени Костенко прогремел пожар и взрыв, погибли 46 шахтёров.

## Описание
Поле шахты расположено в юго-восточной части Тентекского района, являющегося западной окраиной Карагандинского угольного бассейна. Из принятых к отработке пластов Тентекской и Долинской свит в настоящее время шахтой разрабатываются пласты Д10, Д6.
Размеры поля шахты составляют:
- По простиранию
  - 3500-4000 м по пластам Д11-Д1
  - 4000-7000 м по пластам Т3-Т1
- По падению
  - 1600-3150 м по пластам Д11-Д1
  - 2500-3900 м по пластам Т3-Т1

Все угли, коксующиеся марки К, КЖ. Основными потребителями углей района являются Карагандинский металлургический комбинат.
- Общая площадь горного отвода составляет — 3010,5 га.
- Общая протяжённость горных выработок по состоянию на начало 2008 года — 98100 м.
- Общее количество промышленных запасов по шахте — 112350 тыс.тонн.
- Угол падения разрабатываемых шахтой пластов составляет: 10-14°.
- Сечение подготовительных выработок — от 12,8м² до 17,2м².
- Схема вентиляции — комбинированная, способ проветривания — всасывающий.
- Гидрогеологические условия отработки пластов несложные, в среднем по шахте приток составляет 47 м³/час.

Поле шахты «Казахстанская» вскрыто шестью вертикальными стволами. Двухклетьевой, скиповые угольный и породный стволы пройдены до отметке +240 м 1-го горизонта. Одноклетьевой, новый двухклетьевой ствол — до отметки ±0 м 2-го горизонта и ЦОКС, пройденный до отметки −340 м. Угольный скиповой ствол, оборудован двумя парами 14 тонных скипов, служит для выдачи угля из шахты.
Для выдачи породы используется породный ствол, оборудованный двумя скипами емкостью по 5,3 т каждый.
Вентиляционные горизонты вскрыты западным и восточным фланговыми вентиляционными стволами, которые используются для выдачи исходящей струи воздуха и как аварийные (запасные) выходы из шахты. Западный вентиляционный ствол пройден до горизонта 0.0 м, восточный вентиляционный ствол — до горизонта −170.0 м.
Вскрытие и подготовка 3 горизонта (отм. −170.0 м) пластов Т1, Д6 утвержденным проектом принята вертикальным центрально-отнесенным клетевым воздухоподающим стволом диаметром −8.0 м, а также комплексом полевых уклонов по пластам Т1 и Д6.
Клетевой ствол оборудован подъемной установкой и предназначен для спуска и подъёма людей, материалов и подачи свежего воздуха.
Подготовка шахтного поля выполнена длинными столбами по падению и простиранию с отработкой обратным ходом.
Все угольные пласты находятся в метановой зоне и обладают высокой газоносностью. На глубине 300—500 м абсолютная газообильность составляет 15-25 м³/т; для пласта Д6 16,4 м³/т и более. Относительная газообильность шахты 43,1 м³/мин и более.
На очистных работах применяются механизированные комплексы нового технического уровня: «ГМ-15/29У» с комбайном SL-300 и конвейером КС-34НГК и «Фазос-12\28» с комбайном SL-300N и конвейером КС-34НГК.
Транспортировка угля от очистных забоев до скипового ствола производится ленточными конвейерами. Угольный конвейерный уклон пл. Д6 2-го гор. оборудован ленточными конвейерами 2ЛУ-120В. 
В 2008 году первая шахта Карагандинского угольного бассейна оснащеная системой аэрогазового контроля фирм "Dewis Derby" Англия и датчиками фирмы "Wolke" Германия.
В 2018 году смонтирована первая в Казахстане "система позиционирования, подземной радиосвязи и видеомониторинга"